# Попович Валерій Олександрович
Валерій Олександрович Попович (рос. Валерий Александрович Попович, фін. Valeri Popovitš, нар. 18 травня 1970, Горький) — російський футболіст, що грав на позиції нападника. По завершенні ігрової кар'єри — тренер.

## Клубна кар'єра
Вихованець нижегородського футболу. У дорослому футболі дебютував 1986 року виступами за команду клубу «Хімік» (Дзержинськ), в якій того року взяв участь у 3 матчах Другої ліги СРСР. У наступному сезоні грав у тому ж дивізіоні за «Локомотив» (Горький).
У 1988 році Валерія Поповича призвали в армію і він два роки грав за столичне ЦСКА, незважаючи на бажання опинитися в московському «Спартаку». У 1989 році у складі армійців Валерій виграв першість першої ліги.
Після закінчення терміну служби в 1990 році він таки перейшов у «Спартак» (Москва), у складі якого і дебютував у Вищій лізі СРСР. Однак у зірковому складі «червоно-білих» тих років Валерій Попович з'являвся рідко, виходячи здебільшого на заміни. З перших хвилин він частіше виходив в єврокубках. Дебют Валерія в стартовому складі припав на матч Кубка чемпіонів із «Спартою» в Празі. У 1991 році Попович виграв зі «Спартаком» срібні медалі чемпіонату СРСР.
У 1992 році Валерія Поповича запросив маловідомий клуб другого фінського дивізіону ТПВ із Тампере. Валерій обговорив пропозицію, що надійшла, з Олегом Романцевим, і той дав добро на перехід. У перший же рік виступів Поповича у Фінляндії ТПВ вдалося піднятися на вищий дивізіон, і Валерій відразу ж отримав запрошення відоміших фінських клубів «Ільвеса», а потім «Гаки». У складі останньої Валерій Попович став провідним гравцем і здобув популярність по всій Фінляндії. Неодноразово за роки виступів у Фінляндії Валерій Попович ставав чемпіоном цієї країни і визнавався найкращим футболістом чемпіонату. Валерій Попович досі лишається найкращим бомбардиром цієї команди за всю історію її існування.
Враховуючи, що чемпіонат Фінляндії проводиться за системою весна-осінь і має тривалу зимову перерву, Валерій Попович двічі за час виступу за «Гаку» укладав тимчасові контракти (на півсезону) з клубами з країн, що проводять свої чемпіонати за системою осінь-весна — данським «Ікастом» і нідерландським «Геренвеном».
Після закінчення сезону 2008 року у Поповича закінчився контракт з «Гакою», а умови чергової угоди, запропонованої новим керівництвом клубу, Валерія не влаштували. В результаті нападник підписав річний контракт з гельсінкським ГІКом, де провів наступний сезон, ставши ще раз чемпіоном країни, а з 2010 року став граючим тренером «Ільвеса», керуючи командою разом з Юссі Лайханеном. Загалом за кар'єру провів 395 матчів у Вейккауслізі і забив 166 голів, що є п'ятим показником в історії турніру.
Завершив професійну ігрову кар'єру у клубі «Ільвес», у складі якого вже виступав раніше. Прийшов до команди 2010 року, захищав її кольори до припинення виступів на професійному рівні у 2012 році. Після цього працював з молодіжною командою «Гаки».

## Виступи за збірну
Борис Ігнатьєв запросив Валерія в юнацьку збірну СРСР. У складі цієї команди в 1986 році Попович посів третє місце на чемпіонаті Європи серед 16-річних в Греції, а в 1988 році виграв чемпіонат Європи в Чехословаччині в складі юнацької збірної СРСР до 18 років.
1989 року залучався до складу молодіжної збірної СРСР. На молодіжному рівні зіграв у 4 офіційних матчах.

## Титули і досягнення
- Чемпіон Фінляндії (6):

«Гака»: 1995, 1998, 1999, 2000, 2004
ГІК: 2009
- Володар Кубка Фінляндії (3):

«Гака»: 1997, 2002, 2005
Збірні
- Чемпіон Європи (U-18): 1988

### Індивідуальні
- Найкращий гравець чемпіонату Фінляндії: 1995, 1998, 2002, 2003
- Найкращий бомбардир чемпіонату Фінляндії: 1995, 1999[2]

## Особисте життя
Попович страждає на аерофобію, тому часто змушений був пропускати єврокубкові матчі своїх команд, подорожуючи судном на матчі в країнах Балтійського моря.
У 2006 році отримав громадянство Фінляндії, але через тодішні норми ФІФА не міг виступати за збірну Фінляндії, оскільки в минулому встиг пограти за молодіжні збірні СРСР.
У Валерія Поповича є два сини: Саша (нар. 1993) і Антон, які теж стали футболістами і грають у Фінляндії.